# Semjonowski-Leibgarderegiment

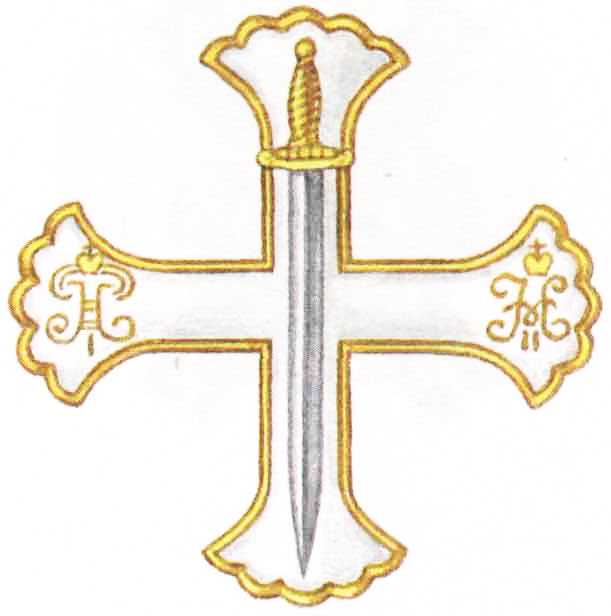
Abzeichen des Regiments

Das Semjonowski-Leibgarderegiment, auch Semenowsches Garderegiment (russisch Лейб-Гвардии Семёновский полк, Leib-Gwardii Semjonowski polk) war ein seit 1687 bestehendes Regiment der Garde der Kaiserlich Russischen Armee, das von 1700 bis 1918 den Personenschutz des russischen Zaren stellte. 1918 aufgelöst, wurde es 2013 als 1. Selbstständiges ‚Semjonowski‘ Schützen-Regiment wiedererrichtet.

## Regimentsgeschichte
Zar Peter I. beschäftigte ab 1687 ein Regiment (Peters I. sogenannte Spielzeugarmee), das später zum Garderegiment umfunktioniert wurde. Die Organisation des Regiments wurde mit seinen ausländischen Rängen, in der Ausbildung und der Gestaltung der Uniformen nach den Infanterieregimentern der 1630er Jahre ausgerichtet. Es heißt, dass Peter in den 1680er Jahren in einem königlichen Vogel- und Felkenhof bei Preobraschensk rund 300 Menschen vorfand, die ohne Beschäftigung waren. Von diesen übernahm er die meisten mit Iwans Genehmigung in seine Soldatenkompanie und meldete sie für die Militärspiele an. Peter füllte sein Regiment aus regulären Einheiten auf, so holte er im Jahr 1687 beispielsweise fünfzehn Soldaten und einen Trommler aus dem Infanterieregiment Butyrsky zu sich. Zudem wurden junge Adlige und junge Burschen aus unterschiedlichen Ländern rekrutiert. Die Kompanie wuchs schnell auf eine solche Größe an, dass sie geteilt werden musste. Diese Kompanie wurde in das benachbarte Semenowsk (Semjonowsk) bei Moskau verlegt und dort für Sandkasten-Manöver stationiert. So entstand das Regiment Semjonowski. Das Dorf lag im Gebiet der heutigen Moskauer Metrostation Semjonowskaja. Ab 1691 wurde das Regiment nach dem Ort als Semjonowski-Regiment bezeichnet. Im Jahre 1700 wurde es neben dem Preobraschenski-Regiment in eines der beiden Leibgarderegimenter des Zaren umgewandelt.

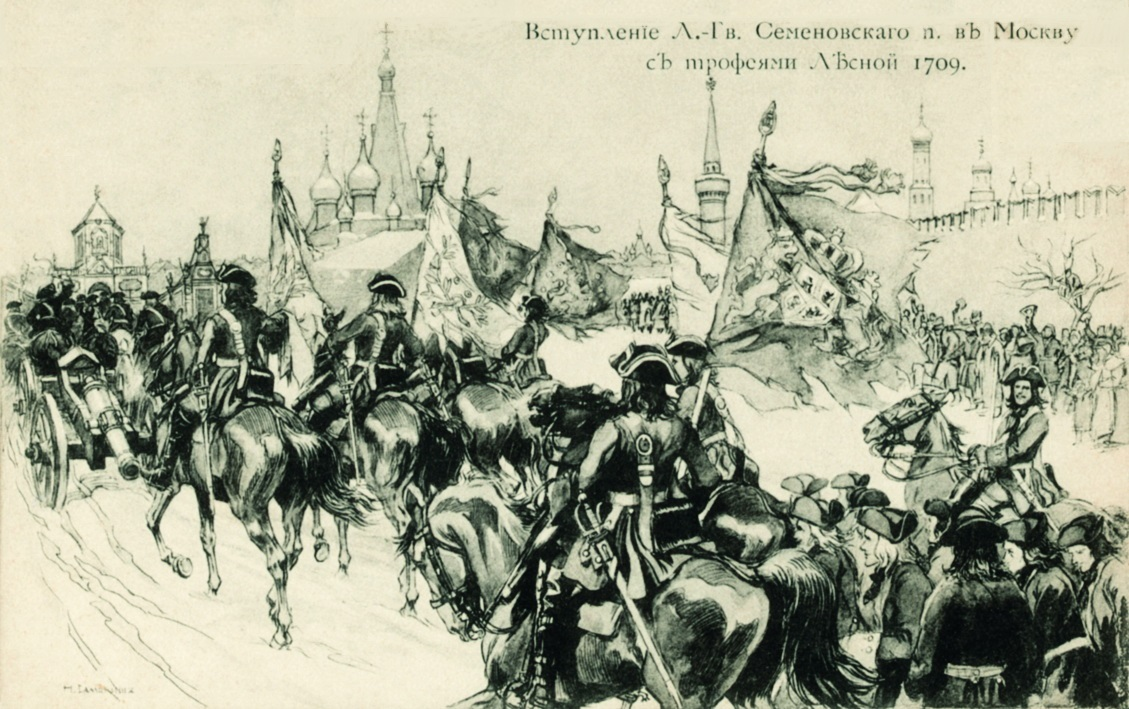
Mykola Samokysch: Einzug des Leibgarderegiments in Moskau am 21. Dezember 1709 nach der Schlacht bei Lesnaja

Am 30. November 1700 verlor das Regiment bei der Schlacht bei Narva gegen die Schweden 17 Offiziere und 454 Soldaten. Die Soldaten durften zur Erinnerung daran, dass sie diese Schlacht quasi knietief im Blut ausgefochten hätten, von 1700 bis 1740 rote Strümpfe tragen. 1702 beteiligte sich das Regiment an der 13 Stunden dauernden Erstürmung der Schlüsselburg, wofür die Teilnehmer eine Silbermedaille erhielten. Am 9. Oktober 1708 wurde das Regiment in die Schlacht bei Lesnaja geworfen und am 27. Juni 1709 in die Schlacht bei Poltawa.
Das Regiment nahm in der Folge am Russisch-Türkischen Krieg (1735–1739) und an den Russisch-Schwedischen Kriegen 1741 bis 1743 und 1788 bis 1790 teil.

## Napoleonische Kriege und Rebellion
In voller Stärke war das Regiment in den Jahren 1805, 1806 bis 1807 und 1812 bis 1814 an den Kriegen mit Frankreich eingesetzt. Am Feldzug von 1812 kämpften alle drei Bataillone des Regiments in der 1. Brigade der Gardeschützendivision des 5. Infanterie-Corpsteils. Von Sankt Petersburg rückten 51 Offiziere und 2147 untere Ränge des Regiments aus. In der Schlacht bei Borodino wurde das Regiment zunächst in Reserve gehalten. Nach der Eroberung der Rajewski-Schanzen stand das Regiment im Kampfgeschehen bei der Abwehr der Angriffe der französischen Kürassiere, wodurch 120 seiner Soldaten ums Leben kamen. Im Feldzug von 1813 nahm das Regiment an den Schlachten bei Großgörschen, Bautzen, Kulm und Leipzig teil, 1814 an der Schlacht bei Paris.
In Abwesenheit Alexanders I., der zum Troppauer Fürstenkongress vom 20. Oktober bis 20. Dezember 1820 abgereist war, verweigerten am Abend des 16. Oktober 1820 die Wachen des Semjonowskoje-Regimentes ihrem Kommandeur Grigori Jefimowitsch Schwarz den Befehl und wurden daraufhin auf der Peter-und-Paul-Festung in Haft genommen. Die lokale Befehlsgewalt lag beim Generalgouverneur von Sankt Petersburg, Michail Miloradowitsch. Am 2. November 1820 erließ Alexander I. in Troppau ein Dekret, mit dem er das Semjonow-Regiment auflöste und die Soldaten auf andere Armeeeinheiten aufteilen ließ.

## Neugründung und Auflösung

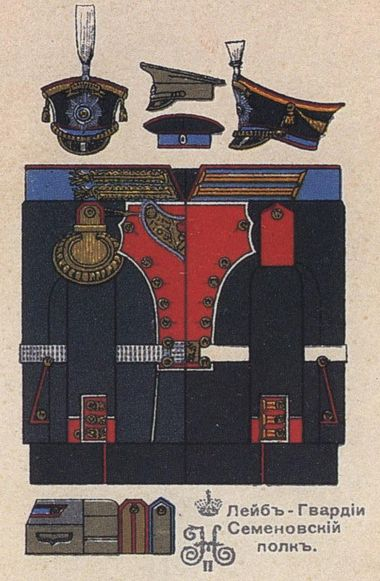
Ausgehuniform des Regiments (1910)

1823 wurde der Truppenteil neu gegründet. Das Semenowsche Garderegiment war an den Russisch-Türkischen Feldzügen in den Jahren 1828 bis 1829 und 1877 bis 1878 beteiligt.
1905 wurde er bei der Niederschlagung des Aufstandes in Moskau eingesetzt.
Im Ersten Weltkrieg wurde das Semjonowskoje-Regiment an der Südwest-Front im Rahmen der 1. Garde-Infanterie-Division eingesetzt. Ein Reservebataillon blieb in Sankt Petersburg, wo es an der Februarrevolution 1917 teilnahm. Im März 1918 kehrte das Semjonowskoje-Regiment von der Front nach Petrograd zurück und wurde offiziell aufgelöst.
Unter Nikolai Judenitsch bekämpfte ein Teil des Semjonowskoje-Regimentes bis 1919 als Nordwest-Freiwilligenarmee die Rote Armee und war Teil der Weißen Armee. Von den Behörden der Sowjetunion wurden einigen Mitgliedern des Semjonow-Regimentes Verbrechen im Zusammenhang mit der Niederschlagung des Aufstandes 1905 vorgeworfen, und sie wurden bestraft.